# Warthog Games
 (juillet 2018).
Si vous disposez d'ouvrages ou d'articles de référence ou si vous connaissez des sites web de qualité traitant du thème abordé ici, merci de compléter l'article en donnant les références utiles à sa vérifiabilité et en les liant à la section « Notes et références ».
Warthog Games Limited était un développeur de jeux vidéo basé dans le comté de Grand Manchester, en Angleterre, possédant des studios en Suède et aux États-Unis.
Le développeur a par la suite été renommé Gizmondo, avant que l'entreprise ne se dissolve. Ses dirigeants ont alors formé Embryonic Studios, devenu plus tard TT Fusion.

## Histoire
Warthog a été fondé en avril 1997. L'équipe de développement comptait notamment d'anciens employés d'Electronic Arts ayant eu la charge, entre autres titres, de Privateer 2: The Darkening (de la série Wing Commander. Warthog s'est appuyé sur cette expérience pour se spécialiser en simulations de vol spatiaux, avec les jeux Starlancer (qui s'est vendu à 330 000 exemplaires, principalement sur PC) et Star Trek: Invasion (plus de 230 000 ventes sur PlayStation).
Depuis 1999, l'entreprise a également acquis un savoir-faire en jeux pour enfants. Warthog a développé des jeux inspirés de Tom & Jerry, Looney Tunes, Harry Potter à l'école des sorciers et Astérix.
Quelques années plus tard, Warthog a fait l'acquisition de plusieurs autres entreprises : 42-Bit (devenu Warthog Sweden) et Zed Two en 2002, et Fever Pitch (devenu Warthog Texas) en 2003. En 2004, le développeur Warthog lui-même a été racheté par Tiger Telematics pour appartenir aux studios Gizmondo. Les jeux développés étaient alors exclusivement destinés à la console Gizmondo.
Après la faillite de Gizmondo, quelques dirigeants de l'équipe d'origine ont créé une nouvelle entreprise de développement, Embryonic Studios. Cette entreprise a été rachetée par TT Games en 2006, et renommée TT Fusion.
Warthog était affilié avec le programme d'études « Technologie des jeux vidéo » de l'Université métropolitaine de Manchester.

## Liste de jeux développés par Warthog
| Titre                                        | Année | Plates-formes                   | Éditeur                  |
| -------------------------------------------- | ----- | ------------------------------- | ------------------------ |
| Star Trek: Invasion                          | 2000  | PlayStation                     | Activision               |
| Rally Championship 2002                      | 2001  | PC                              | Ubisoft                  |
| Tiny Toon Adventures: Buster Saves the Day   | 2001  | Game Boy Color                  | Conspiracy Games         |
| Tiny Toon Adventures: Wacky Stackers         | 2001  | Game Boy Advance                | Conspiracy Games         |
| Tiny Toon Adventures: Plucky's Big Adventure | 2001  | PlayStation                     | Conspiracy Games         |
| Loons: The Fight for Fame                    | 2002  | Xbox                            | Infogrames               |
| Harry Potter à l'école des sorciers          | 2003  | PS2, Xbox, Gamecube             | EA                       |
| Rally Championship                           | 2003  | PS2, GameCube                   | SCi Entertainment        |
| Battlestar Galactica                         | 2003  | PS2, Xbox                       | VU Games                 |
| Les Looney Tunes passent à l'action          | 2003  | PS2, Gamecube, Game Boy Advance | Warner Bros. Interactive |
| Robot Wars: Extreme Destruction              | 2003  | Game Boy Advance                | Crawfish Interactive     |
| Future Tactics: The Uprising                 | 2004  | PS2, Xbox, Gamecube             | Crave Entertainment      |
| Richard Burns Rally                          | 2004  | PS2, Xbox, PC                   | SCi Entertainment        |
| Mace Griffin: Bounty Hunter                  | 2004  | PS2, Xbox, PC                   | Vivendi Games            |
| Animaniacs: Lights, Camera, Action!          | 2005  | Game Boy Advance                | Ignition Entertainment   |
| Animaniacs: The Great Edgar Hunt             | 2006  | PS2, Xbox, GameCube, PC         | Ignition Entertainment   |

### Titres annulés
- BattleBots
- Momma Can I Mow The Lawn
- Johnny Whatever
- X10
- Conquest 2: The Vyrium Uprising